# Tiro nos Jogos Olímpicos de Verão de 2024 - Pistola de ar 10 m masculino
A competição da pistola de ar 10 m masculino do tiro nos Jogos Olímpicos de Verão de 2024 foi disputada em 27 e 28 de julho de 2024 no Centro de Tiro Esportivo, em Châteauroux. Um total de 33 atiradores de 26 Comitês Olímpicos Nacionais (CON) participaram do evento.

## Qualificação
O período de qualificação começou com o Campeonato Europeu de 2022 em Breslávia, Polônia, para os eventos de pistola. Por todo o processo, as vagas foram geralmente concedidas para os atiradores que terminassem em primeiro lugar nos Campeonatos Mundiais da Federação Internacional de Esportes de Tiro (ISSF) ou nos respectivos campeonatos continentais (África, Europa, Ásia, Oceania e Américas).
Após o término do período de qualificação, com todos os CONs recebendo a lista oficial de vagas, a ISSF verificou o Ranking Mundial em cada um dos eventos individuais de tiro. O atirador com a melhor colocação, que não tivesse classificado em nenhuma prova e cujo CON não tivesse vaga em uma prova específica, obteve uma vaga olímpica direta.

## Calendário
Horário local (UTC+2)
| Data                | Horário | Fase         |
| ------------------- | ------- | ------------ |
| 27 de julho de 2024 | 10:30   | Qualificação |
| 28 de julho de 2024 | 9:30    | Final        |

## Medalhistas
| Ouro   | CHN Xie Yu                |
| Prata  | ITA Federico Nilo Maldini |
| Bronze | ITA Paolo Monna           |

## Recordes
Antes desta competição, os seguintes recordes eram estabelecidos:
| Recordes da qualificação | Recordes da qualificação | Recordes da qualificação | Recordes da qualificação | Recordes da qualificação |
| ------------------------ | ------------------------ | ------------------------ | ------------------------ | ------------------------ |
| Recorde mundial          | Jin Jong-oh              | 594                      | Changwon                 | 12 de abril de 2009      |
| Recorde olímpico         | Mikhail Nestruyev        | 591                      | Atenas                   | 14 de agosto de 2004     |

| Recordes da final | Recordes da final | Recordes da final | Recordes da final | Recordes da final      |
| ----------------- | ----------------- | ----------------- | ----------------- | ---------------------- |
| Recorde mundial   | Kim Song-guk      | 246,5             | Doha              | 11 de novembro de 2019 |
| Recorde olímpico  | Javad Foroughi    | 244,8             | Tóquio            | 24 de julho de 2021    |

## Resultados

### Qualificação
Os oito primeiros atiradores após a qualificação avançam para a final.
| Pos. | Atirador              | CON                               | 1  | 2  | 3   | 4   | 5   | 6  | Total | 10x | Notas |
| ---- | --------------------- | --------------------------------- | -- | -- | --- | --- | --- | -- | ----- | --- | ----- |
| 1    | Damir Mikec           | SRB Sérvia                        | 99 | 97 | 96  | 98  | 97  | 97 | 584   | 17  | Q     |
| 2    | Federico Nilo Maldini | ITA Itália                        | 96 | 97 | 95  | 98  | 99  | 96 | 581   | 16  | Q     |
| 3    | Christian Reitz       | GER Alemanha                      | 95 | 97 | 96  | 97  | 100 | 95 | 580   | 22  | Q     |
| 4    | Lee Won-ho            | KOR Coreia do Sul                 | 98 | 98 | 95  | 95  | 95  | 99 | 580   | 19  | Q     |
| 5    | Paolo Monna           | ITA Itália                        | 95 | 97 | 97  | 97  | 98  | 95 | 579   | 18  | Q     |
| 6    | Xie Yu                | CHN China                         | 98 | 96 | 94  | 96  | 97  | 98 | 579   | 16  | Q     |
| 7    | Enkhtaivany Davaakhüü | MGL Mongólia                      | 96 | 96 | 96  | 96  | 96  | 98 | 578   | 21  | Q     |
| 8    | Robin Walter          | GER Alemanha                      | 96 | 98 | 93  | 97  | 97  | 96 | 577   | 17  | Q     |
| 9    | Sarabjot Singh        | IND Índia                         | 94 | 97 | 96  | 100 | 93  | 97 | 577   | 16  |       |
| 10   | İsmail Keleş          | TUR Turquia                       | 96 | 97 | 95  | 96  | 97  | 96 | 577   | 15  |       |
| 11   | Viktor Bankin         | UKR Ucrânia                       | 97 | 96 | 93  | 96  | 96  | 98 | 576   | 20  |       |
| 12   | Pavlo Korostylov      | UKR Ucrânia                       | 97 | 98 | 98  | 93  | 95  | 95 | 576   | 20  |       |
| 13   | Yusuf Dikeç           | TUR Turquia                       | 97 | 96 | 100 | 95  | 94  | 94 | 576   | 18  |       |
| 14   | Cho Yeong-jae         | KOR Coreia do Sul                 | 96 | 98 | 96  | 95  | 98  | 92 | 575   | 21  |       |
| 15   | Nikita Chiryukin      | KAZ Cazaquistão                   | 93 | 98 | 94  | 96  | 99  | 95 | 575   | 19  |       |
| 16   | Kiril Kirov           | BUL Bulgária                      | 96 | 96 | 96  | 95  | 95  | 97 | 575   | 16  |       |
| 17   | Michele Esercitato    | CAN Canadá                        | 99 | 96 | 95  | 96  | 95  | 94 | 575   | 13  |       |
| 18   | Arjun Singh Cheema    | IND Índia                         | 96 | 97 | 97  | 94  | 93  | 97 | 574   | 17  |       |
| 19   | Zhang Bowen           | CHN China                         | 95 | 97 | 94  | 97  | 95  | 95 | 573   | 21  |       |
| 20   | Jason Solari          | SUI Suíça                         | 94 | 94 | 95  | 96  | 96  | 98 | 573   | 13  |       |
| 21   | Lauris Strautmanis    | LAT Letônia                       | 96 | 93 | 96  | 95  | 96  | 96 | 572   | 18  |       |
| 22   | Gulfam Joseph         | PAK Paquistão                     | 96 | 91 | 96  | 96  | 98  | 94 | 571   | 19  |       |
| 23   | Matěj Rampula         | CZE Chéquia                       | 96 | 92 | 95  | 96  | 97  | 95 | 571   | 16  |       |
| 24   | Ruslan Lunev          | AZE Azerbaijão                    | 95 | 91 | 98  | 92  | 97  | 98 | 571   | 13  |       |
| 25   | Juraj Tužinský        | SVK Eslováquia                    | 94 | 97 | 94  | 92  | 97  | 97 | 571   | 13  |       |
| 26   | Johnathan Wong        | MAS Malásia                       | 96 | 95 | 97  | 95  | 93  | 94 | 570   | 15  |       |
| 27   | Diego Santiago Parra  | CHI Chile                         | 94 | 94 | 92  | 97  | 94  | 97 | 568   | 16  |       |
| 28   | Florian Fouquet       | FRA França                        | 93 | 93 | 94  | 93  | 96  | 94 | 566   | 18  |       |
| 29   | Samir Bouchireb       | ALG Argélia                       | 99 | 91 | 93  | 94  | 91  | 95 | 563   | 11  |       |
| 30   | Francisco Centeno     | EOR Equipe Olímpica de Refugiados | 95 | 95 | 92  | 95  | 93  | 92 | 562   | 9   |       |
| 31   | Philipe Chateaubrian  | BRA Brasil                        | 96 | 93 | 91  | 92  | 95  | 94 | 561   | 13  |       |
| 32   | Mohammed Bin Dallah   | LBA Líbia                         | 91 | 91 | 93  | 95  | 92  | 93 | 555   | 9   |       |
| 33   | Philip Elhage         | ARU Aruba                         | 87 | 91 | 93  | 96  | 95  | 92 | 554   | 7   |       |

### Final
Após a terceira série de tiros, os competidores com as piores pontuações são eliminados em cada série até restarem dois atiradores.
| Pos.              | Atirador              | CON               | 1    | 2     | 3     | 4     | 5     | 6     | 7     | 8     | 9     | Total | Notas |
| ----------------- | --------------------- | ----------------- | ---- | ----- | ----- | ----- | ----- | ----- | ----- | ----- | ----- | ----- | ----- |
| Medalha de ouro   | Xie Yu                | CHN China         | 50.2 | 99.2  | 120.5 | 140.3 | 160.7 | 180.9 | 201.1 | 220.9 | 240.9 | 240.9 |       |
| Medalha de prata  | Federico Nilo Maldini | ITA Itália        | 50.1 | 100.1 | 120.4 | 140.7 | 161.6 | 181.7 | 200.6 | 220.2 | 240.0 | 240.0 |       |
| Medalha de bronze | Paolo Monna           | ITA Itália        | 51.6 | 101.4 | 120.6 | 141.3 | 160.1 | 181.2 | 199.8 | 218.6 | —     | 218.6 |       |
| 4                 | Lee Won-ho            | KOR Coreia do Sul | 48.9 | 98.5  | 119.0 | 139.2 | 158.8 | 178.1 | 197.9 | —     | —     | 197.9 |       |
| 5                 | Christian Reitz       | GER Alemanha      | 48.5 | 98.6  | 118.6 | 139.1 | 159.0 | 177.6 | —     | —     | —     | 177.6 |       |
| 6                 | Robin Walter          | GER Alemanha      | 48.4 | 98.6  | 118.6 | 137.9 | 158.4 | —     | —     | —     | —     | 158.4 |       |
| 7                 | Damir Mikec           | SRB Sérvia        | 49.0 | 97.1  | 117.7 | 136.9 | —     | —     | —     | —     | —     | 136.9 |       |
| 8                 | Enkhtaivany Davaakhüü | MGL Mongólia      | 47.7 | 95.9  | 115.7 | —     | —     | —     | —     | —     | —     | 115.7 |       |